# خونین (پرو)
خونین (به اسپانیایی: Junín) یک منطقهٔ مسکونی در پرو است که در منطقه خونین واقع شده‌است. خونین ۱۰٬۹۷۶ نفر جمعیت دارد و ۴٬۱۰۷ متر بالاتر از سطح دریا واقع شده‌است.